# کیتزشتاین هورن
کیتزشتاین هورن (به لاتین: Kitzsteinhorn) یک کوه در اتریش است که در کاپرون واقع شده‌است. کیتزشتاین هورن ۳٬۲۰۳ متر بالاتر از سطح دریا واقع شده‌است.